# Alexis García
Alexis Enrique García (Quibdó, 21 luglio 1960) è un allenatore di calcio ed ex calciatore colombiano, di ruolo centrocampista, tecnico de La Equidad.

## Carriera

### Club
Dopo aver debuttato all'età di 20 anni con l'Once Caldas, nel 1985 si è trasferito all'Atlético Nacional di Medellín, militandovi per 14 anni, fino al suo ritiro avvenuto nel 1998, all'età di 38 anni.

### Nazionale
Ha partecipato a tre edizioni della Copa América con la maglia della nazionale di calcio della Colombia.